# Quemadura por escaldadura
La quemadura por escaldadura es una forma de quemadura térmica resultante de fluidos calentados como agua hirviendo o vapor. La mayoría de las quemaduras se consideran quemaduras de primer o segundo grado, pero pueden producirse quemaduras de tercer grado, especialmente con contacto prolongado. El término proviene del latín calidus, que significa caliente.

## Causas
La mayoría de las quemaduras resultan de la exposición a agua a alta temperatura, como el agua del grifo en baños y duchas, calentadores de agua o agua para cocinar, o por derrames de bebidas calientes, como el café.
Las escaldaduras pueden ser más graves cuando el vapor incide sobre la piel desnuda, porque el vapor puede alcanzar temperaturas más altas que el agua y transfiere calor latente por condensación. Sin embargo, cuando la ropa se empapa con agua caliente, la transferencia de calor suele ser de mayor duración, ya que la parte del cuerpo no se puede retirar de la fuente de calor tan rápidamente.

### Temperaturas
La temperatura del agua del grifo no debe exceder 38-45 °C para evitar molestias y quemaduras. Sin embargo, es necesario mantener el agua tibia a una temperatura de 55-60 °C para inhibir el crecimiento de la bacteria legionella.
La Asociación Estadounidense de Quemaduras afirma que se produce una escaldadura cuando la piel se pone en contacto con agua con una temperatura de 68 °C, durante un segundo.
| 68 °C | 64 °C | 60 °C | 56 °C | 52 °C |
| ----- | ----- | ----- | ----- | ----- |
| 1     | 2     | 5     | 15    | 90    |

Las quemaduras pueden ocurrir en dos segundos, para agua que posee una temperatura de 64 °C. A una temperatura de 60 °C, pueden ocurrir quemaduras en cinco segundos. Las quemaduras pueden ocurrir dentro de los 15 segundos posteriores a la exposición al agua a una temperatura de  56 °C. A una temperatura de 52 °C, pueden ocurrir quemaduras en 90 segundos.
Las escaldaduras son más comunes en los niños, especialmente por el derrame accidental de líquidos calientes.

## Tratamiento
Aplicar primeros auxilios para escaldaduras es lo mismo que para quemaduras. En primer lugar, se debe retirar el lugar de la lesión de la fuente de calor para evitar más quemaduras. Si la quemadura es de al menos segundo grado, quítese cualquier joya o ropa del sitio, a menos que ya esté pegada a la piel. Enfríe la escaldadura durante unos 20 minutos con agua fría o tibia (no fría), como agua del grifo.
En las quemaduras de segundo grado, se formarán ampollas, pero nunca se deben reventar, ya que solo aumentan las posibilidades de infección. En el caso de quemaduras de tercer grado, lo mejor es envolver la lesión muy holgadamente para mantenerla limpia y buscar atención médica experta.

### Tratamientos a evitar
Se debe evitar el hielo, ya que puede causar más daño al área alrededor de la lesión, al igual que la mantequilla, la pasta de dientes y las cremas especializadas.

## La producción de alimentos

### Procesamiento de carne de res, aves y cerdo
Las cadáveres de carne de vacuno, aves y cerdo comúnmente se escaldan después del sacrificio, para facilitar la eliminación de plumas y pelos. Los métodos incluyen la inmersión en tanques de agua caliente o la pulverización con vapor. El escaldado puede ser duro o blando, en el que se varía la temperatura o la duración. Una escaldada dura a una temperature 58 °C  durante 2,5 minutos eliminará la epidermis de las aves; esto se usa comúnmente para cadáveres que se congelarán, para que su apariencia sea blanca y atractiva.

### Leche hirviendo
La leche escaldada es leche que se ha calentado a 82 °C. A esta temperatura, las bacterias mueren, las enzimas de la leche se destruyen y muchas de las proteínas se desnaturalizan.
Cuando se cocina, la leche suele ser calentada para elevar su temperatura o modificar su consistencia y otras interacciones de cocción, debido a la desnaturalización de las proteínas.
Las preparaciones que necesitan leche escaldada son el café con leche, la leche horneada y la ryazhenka. La leche escaldada se emplea en el yogur para lograr una distribución uniforme de las proteínas y asegurar que cualquier organismo que pueda superar a las bacterias del cultivo del yogur sea eliminado.
La leche se escalda y también se enfría en muchas recetas, como para el pan y otras masas con levadura, ya que la pasteurización no mata todas las bacterias y las levaduras silvestres que también pueden estar presentes pueden alterar la textura y el sabor. Además, escaldar la leche mejora la subida debido a la inhibición de la subida del pan por parte de ciertas proteínas de la leche no desnaturalizadas.